# دييغو أوسوريو فيليغاس
دييغو أوسوريو فيليغاس هو كوندوتييرو وسياسي إسباني وفنزويلي، ولد في 1540 في فيلاساندينو في إسبانيا، وتوفي في 1601 في سانتو دومينغو في جمهورية الدومينيكان.